# Championnat de Tunisie de football 1990-1991
Navigation
Saison précédente Saison suivante
La saison 1990-1991 du championnat de Tunisie de football était la 36e édition de la première division tunisienne à poule unique, la Ligue Professionnelle 1. Les quatorze meilleurs clubs tunisiens jouent les uns contre les autres à deux reprises durant la saison, à domicile et à l'extérieur. En fin de saison, les deux derniers du classement sont relégués et remplacés par les deux meilleurs clubs de Ligue Professionnelle 2.
C'est l'Espérance sportive de Tunis (EST) qui remporte le championnat cette année en terminant en tête du classement, avec sept points d'avance sur le tenant du titre, le Club africain et 17 sur l'Étoile sportive du Sahel (ESS). Il s'agit là du 10e titre de champion de l'histoire de l'EST, qui réussit même le doublé en battant l'ESS en finale de la coupe de Tunisie.

## Clubs participants
| - Club athlétique bizertin - Promu de LP2 - Sfax railway sport - Club africain - Espérance sportive de Tunis - Étoile sportive du Sahel - Club sportif de Hammam Lif - Avenir sportif de La Marsa | - Union sportive monastirienne - Stade tunisien - Club sportif sfaxien - Club olympique des transports - Jeunesse sportive kairouanaise - Promu de LP2 - Olympique de Béja - Avenir sportif d'Oued Ellil |

## Compétition

### Classement
Le barème de points servant à établir le classement se décompose ainsi :
- Victoire : 4 points
- Match nul : 2 points
- Défaite : 1 point

| Rang | Équipe                             | Pts | J  | G  | N  | P  | Bp | Bc | Diff |
| ---- | ---------------------------------- | --- | -- | -- | -- | -- | -- | -- | ---- |
| 1    | Espérance sportive de Tunis (C)    | 82  | 26 | 16 | 8  | 2  | 31 | 13 | +18  |
| 2    | Club africain (T) (C1)             | 75  | 26 | 13 | 10 | 3  | 43 | 19 | +24  |
| 3    | Étoile sportive du Sahel           | 65  | 26 | 10 | 9  | 7  | 35 | 31 | +4   |
| 4    | Club athlétique bizertin (P)       | 64  | 26 | 9  | 11 | 6  | 35 | 28 | +7   |
| 5    | Stade tunisien                     | 62  | 26 | 9  | 9  | 8  | 32 | 28 | +4   |
| 6    | Club olympique des transports      | 60  | 26 | 8  | 10 | 8  | 31 | 36 | -5   |
| 7    | Jeunesse sportive kairouanaise (P) | 59  | 26 | 9  | 6  | 11 | 29 | 32 | -3   |
| 8    | Club sportif de Hammam Lif         | 57  | 26 | 8  | 7  | 11 | 21 | 21 | 0    |
| 9    | Union sportive monastirienne       | 56  | 26 | 7  | 9  | 10 | 31 | 37 | -6   |
| 10   | Olympique de Béja                  | 56  | 26 | 6  | 12 | 8  | 28 | 32 | -4   |
| 11   | Avenir sportif de La Marsa         | 56  | 26 | 7  | 9  | 10 | 29 | 38 | -9   |
| 12   | Club sportif sfaxien               | 54  | 26 | 5  | 13 | 8  | 26 | 32 | -6   |
| 13   | Sfax railway sport                 | 54  | 26 | 6  | 10 | 10 | 22 | 27 | -5   |
| 14   | Avenir sportif d'Oued Ellil        | 44  | 26 | 3  | 9  | 14 | 17 | 36 | -19  |

|  | Qualification pour la coupe des clubs champions 1992                                                                                              |
|  | Qualification pour la coupe des Coupes 1992 |
|  | Qualification pour la coupe de la CAF 1992 |
|  | Relégation directe en deuxième division |
|  | (T) Tenant du titre (C) Vainqueur de la Coupe de Tunisie (P) Club promu de deuxième division (C1) Vainqueur de la Coupes des clubs champions 1991 |

## Bilan de la saison
| Championnat de Tunisie de football 1990-1991 |                                         |
| Champion                                     | Espérance sportive de Tunis (10e titre) |
| Coupes et trophées                           |                                         |
| Vainqueur de la Coupe de Tunisie 1990-1991   | Espérance sportive de Tunis             |
| Qualifications continentales                 |                                         |
| Coupe des clubs champions 1992               | Espérance sportive de Tunis             |
| Coupe des clubs champions 1992               | Club africain (tenant)                  |
| Coupe des Coupes 1992                        | Étoile sportive du Sahel                |
| Coupe de la CAF 1992                         | Club athlétique bizertin                |
| Promotions et relégations                    |                                         |
| Promus en Ligue Professionnelle 1            | Océano Club de Kerkennah                |
| Promus en Ligue Professionnelle 1            | Espérance sportive de Zarzis            |
| Relégués en Ligue Professionnelle 2          | Sfax railway sport                      |
| Relégués en Ligue Professionnelle 2          | Avenir sportif d'Oued Ellil             |